# Langitanais willemoesi
Langitanais willemoesi is een naaldkreeftjessoort uit de familie van de Tanaidae. De wetenschappelijke naam van de soort is voor het eerst geldig gepubliceerd in 1883 door Studer.